# Accident du Wuppertaler Schwebebahn de 1999
L'accident du Wuppertal Schwebebahn (en allemand : Schwebebahnunfall) a eu lieu le 12 avril 1999 sur un tronçon de voie près de la station Robert-Daum-Platz. Dans cet accident impliquant le train GTW 72 no 4 de la Wuppertaler Stadtwerke (WSW), cinq personnes perdent la vie tandis que 47 sont blessées, dont certaines grièvement. Il s'agit du pire accident de l'histoire du Schwebebahn et, à ce jour, le seul depuis l'ouverture du chemin de fer en 1901 à avoir eu une issue fatale.

## Circonstances
Vers 5 h 45, le train articulé impliqué dans l'accident roule près du kilomètre 7 à une vitesse d'environ 50 km/h, lorsqu'il heurte une pince en acier qui avait été temporairement fixée au rail de la voie aérienne. L'impact arrache le bogie de tête, le premier des quatre, du toit du train. Le véhicule se penche ensuite vers la droite, déraille, puis chute de près de 10 m dans la rivière Wupper. La section avant du train tombe sur un pont transportant des tuyaux de chauffage à vapeur à travers la Wupper, le cassant au milieu. Le bogie qui avait été arraché à l'impact reste d'abord sur la voie, mais se détache rapidement et tombe sur le train, perçant la carrosserie du véhicule.

## Efforts de sauvetage

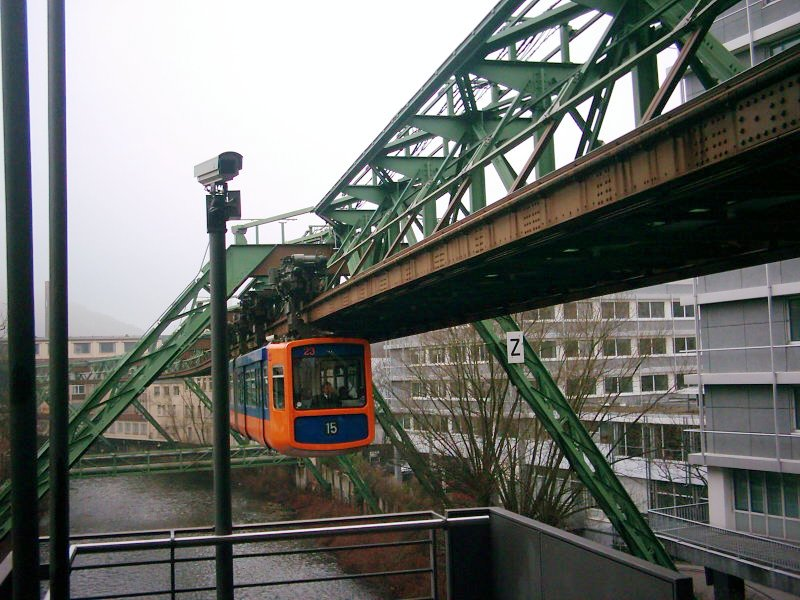
Le lieu de l'accident en 2005 ; le pont de la conduite de vapeur peut être vu en arrière-plan.

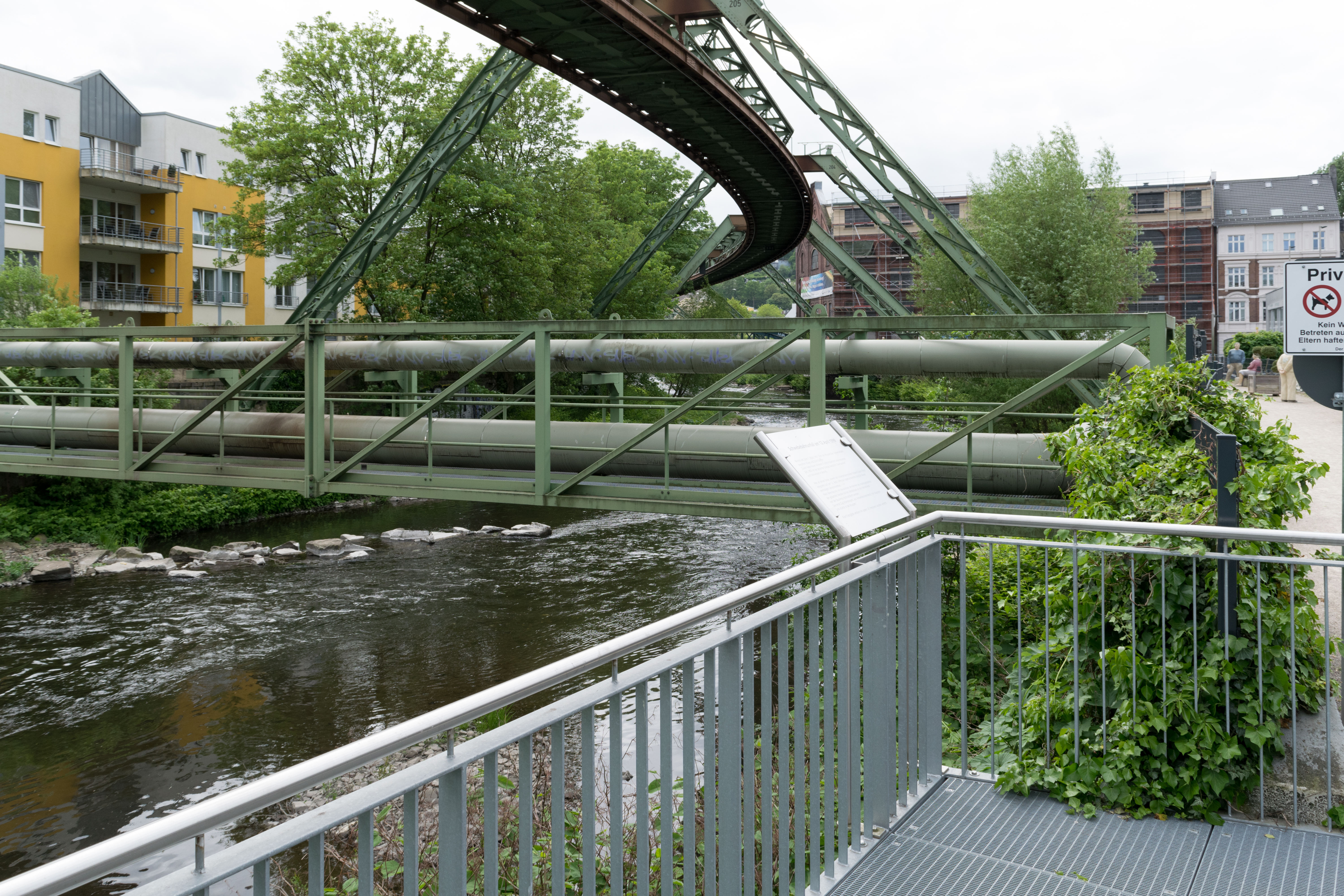
Vue de la scène de l'accident depuis la berge en 2016 en direction de la station Pestalozzistraße, dans la direction d'où venait le train.

Les premiers à porter secours aux victimes étaient des employés de l'entreprise ELBA, qui étaient au bord de la rivière lorsqu'ils ont entendu la forte détonation de l'accident. Le conducteur du train, qui était lui-même blessé, a également aidé à secourir les passagers. Selon un habitant qui a appelé les services d'urgence pour les avertir de l'accident, son signalement n'a initialement pas été pris au sérieux par l'opérateur au téléphone, car on pensait qu'il était impossible qu'un train du Schwebebahn tombe de la voie. Personne n'était auparavant mort sur ce chemin de fer, dont on disait pour cette raison qu'il était le plus sûr au monde.
Plus de 150 pompiers et ambulanciers, ainsi que douze médecins urgentistes ont été impliqués sur place pour secourir et soigner les blessés. Des ecclésiastiques sont aussi intervenus pour soutenir ceux qui souffraient de choc psychologique.
Les blessés ont été emmenés dans deux bâtiments voisins et dans une tente installée par les pompiers dans un passage souterrain. D'autres points de rassemblement pour les blessés ont été installés dans une usine et dans des tentes sur un parking. Un hôpital de campagne a été établi dans les salles de conférence du rez-de-chaussée d'une banque. Un hôpital voisin, la clinique Ferdinand-Sauerbruch (aujourd'hui appelée Helios Universitätsklinikum Wuppertal), a été le premier à admettre des victimes de l'accident. Pendant ce temps, la place Robert-Daum, au croisement de la Bundesstraße 7 et de la Landesstraße 427, est devenue une aire d'atterrissage d'urgence pour trois hélicoptères de sauvetage. Au Städtisches Klinikum Barmen (un autre hôpital, qui fait aujourd'hui également partie de l'Helios Universitätsklinikum Wuppertal), toutes les opérations de routine ont été reportées et tous les médecins disponibles ont intégré les services d'urgence. Dans les trois heures qui ont suivi l'accident, les 47 blessés, souffrant de fractures, d'ecchymoses et de lacérations, ont été envoyés dans les hôpitaux de Wuppertal, Remscheid et Solingen. Deux hommes ont été retrouvés morts dans l'épave, tandis que le corps d'une femme n'a été retrouvé que quelques heures plus tard après que la rivière l'a emporté en aval du site de l'accident. Deux autres passagers ont par la suite succombé à leurs blessures,.

## Efforts de récupération
Le tronçon de voie affecté et la rame accidentée ont été saisis sur ordre du ministère public (Staatsanwaltschaft). La récupération du train a été rendue possible le 13 avril 1999, puis effectuée avec beaucoup de difficulté. Pour préparer le terrain, la charpente en acier portant les tuyaux de vapeur, sur laquelle le train était tombé, a dû être démantelée. Pendant ce temps, plusieurs lampes à incandescence halogène ont été montées sur la voie aérienne, et un véhicule éclairant de la police a été installé, pour assurer la visibilité du site pendant la nuit.
Le travail de récupération a été effectué la nuit du 14 avril 1999. Les premières parties du train articulé de 22 tonnes à être soulevées étaient trois bogies, pesant environ 3,5 tonnes chacun. Ils ont été soulevés pendant la journée par une grue ayant été installée sur le site de l'entreprise ELBA, puis déposés sur un camion articulé parqué sur l’Ernststraße, une rue fermée pour l’occasion. Le quatrième bogie, celui qui s'est détaché du train pendant l'accident puis est tombé sur le compartiment des voyageurs, n’a pu être récupéré que plus tard. La partie arrière du train pouvait alors être soulevée hors du lit de la rivière. Le reste du train a ensuite été sorti de la Wupper après avoir été découpé en trois parties, qui ont été transportées jusqu'à la caserne Generaloberst-Hoepner sur Lichtscheid, la colline la plus haute de Wuppertal. La section de rail de la voie aérienne sur laquelle la pince était attachée a été retirée puis emmenée en lieu sûr le 16 avril 1999.

## Enquête
À partir de novembre 1997, à l'occasion des travaux de rénovation en vue du centenaire de la Schwebebahn en 2001, des travaux de remplacement complet de la structure porteuse de la voie étaient effectués tous les week-ends. Des pinces en acier étaient fixées au rail de guidage, permettant de stabiliser la voie aérienne pendant les travaux. La nuit avant l'accident, des morceaux de la voie aérienne ont été remplacés à quelques piliers du lieu de l'accident. Les travaux ont pris tellement de retard que le site n'a été libéré que dix minutes avant l'arrivée du premier train en provenance de Vohwinkel. Les ouvriers étaient apparemment si pressés qu'ils ont oublié d'enlever la pince.
Les Technischer Überwachungsverein (TÜV) Rheinland/Berlin-Brandenburg ont été autorisés à enquêter et à examiner l'ensemble du processus de rénovation ayant eu lieu du 9 au 12 avril 1999 (entre le début des travaux et le moment où la ligne était prête à l'emploi) entre les stations Pestalozzistraße et Ohligsmühle (les deux stations les plus proches de la station Robert-Daum-Platz, qui elle est la plus proche du lieu de l'accident), la documentation s'y rapportant, ainsi que les vérifications de la sûreté de la ligne après les travaux de remplacement de la voie aérienne.
Au cours de la procédure qui a suivi, il est devenu évident que la chute du train de la voie ne résultait pas d'un défaut technique ou d'une erreur systémique. En effet, l'accident avait été causé par des travaux de démontage imprudents vers la fin de la nuit et par une surveillance déficiente de ces travaux. Une course d'essai aurait pu empêcher l'accident, mais elle n'était ni prévue ni prescrite par la loi.

## Conséquences judiciaires
Au tribunal régional (Landgericht) de Wuppertal, le procureur Rolf Mayer a suggéré que l'accident avait été causé par de la négligence. La défense était composée de trois employés de la WSW, ainsi que quatre monteurs et leur contremaître employés par Lavis GmbH, l'entreprise d'Aschaffenburg chargée des travaux de rénovation. Le procureur a accusé les quatre monteurs d'imprudence pour ne pas avoir retiré la pince de la ligne aérienne, et le reste de la défense de ne pas avoir bien veillé à ce que la ligne soit en bon état, bien que la responsabilité leur incombe de le faire.
Le contremaître a déclaré au tribunal qu'il ne pouvait exclure la possibilité d'avoir « inconsciemment commis une erreur ». Selon lui, il ne pouvait pas superviser tout le travail en cours et les monteurs avaient clairement été chargés d'enlever la pince. Il a ajouté que pendant les tâches de supervision, il ne peut effectuer que des contrôles ponctuels, et doit compter sur les monteurs, parmi lesquels se trouvent des « hommes expérimentés ». Deux inspecteurs de la WSW, accusés pour avoir donné le feu vert pour la mise en circulation du monorail le matin, ont pour leur part déclaré au tribunal qu'ils n'avaient pas pu voir la pince sur la voie, car elle était trop sombre et ils n'avaient pas de lampe torche. Le directeur des travaux, qui avait élaboré le plan de sécurité des travaux, a déclaré au tribunal qu'il s'est pleinement conformé à ses devoirs, ce à quoi Mayer a répondu en suggérant que le plan était inadéquat. Les quatre monteurs n'avaient rien à répondre. De nombreuses victimes survivantes étaient sur place pour la procédure, dont au moins une qui avait des problèmes de mobilité permanents dus aux blessures de l'accident.
Le responsable du plan de sécurité, le contremaître et les ouvriers chargés du démontage des équipements dans la zone de l'accident, dont la pince, ont chacun été acquittés par le tribunal régional, en partie pour des raisons juridiques, et en partie sur des bases factuelles. Les accusés qui étaient responsables de la surveillance des travaux, mais ne l'exerçaient néanmoins pas conformément aux normes, ont chacun été reconnus coupables par la Cour d'État d'homicide par négligence dans cinq affaires juridiquement concurrentes, et des lésions corporelles par négligence dans 37 affaires juridiquement concurrentes, et condamnés à une peine avec sursis.
Dans son arrêt du 31 janvier 2002 (4 StR 289/01), la Cour fédérale de justice (Bundesgerichtshof) a confirmé les verdicts de culpabilité du tribunal régional à l'encontre des responsables de la surveillance des travaux, et l'acquittement du contremaître. Cependant, après un appel du parquet et d'un tiers, la Cour a annulé les acquittements des monteurs, estimant que le Landgericht avait commis une erreur de droit en divisant la responsabilité collective en deux, en appliquant le « principe de la confiance » (Vertrauensgrundsatz).
L'affaire concernant les accusés acquittés a été renvoyée devant une autre chambre du tribunal régional de Wuppertal. Lors de cette procédure, l'un des travailleurs a été condamné à quatre mois de sursis, tandis que l'amende administrative de 500 € à laquelle les trois autres avaient été condamnés a été suspendue.
La WSW, en tant qu'exploitant du monorail, a payé 1.3 millions de marks en dommages et intérêts, pour douleurs et souffrances, pour les traitements médicaux et frais d'inhumation, ainsi que pour des spécialistes pour aider les personnes touchées par l'accident à surmonter leur traumatisme psychologique. Le coût total pour la compagnie s'est élevé à bien plus de 8 millions de marks. Dans un communiqué de presse daté du 30 septembre 2000, elle reconnaît que l'accident a gravement affecté la santé et le bien-être psychologique de certaines personnes, non seulement des victimes de l'accident lui-même, mais aussi de leurs proches. La WSW a également déclaré dans le communiqué qu'à l'avenir, elle apporterait aux personnes concernées toute forme d'aide concevable sous forme de conseil, de soutien et de compensation financière, et ce même après la fin des procédures judiciaires.

## Conséquences techniques
Des consultants en ingénierie externes ainsi que d'autres experts ont effectué des évaluations structurelles approfondies de la structure supportant la voie aérienne, et des effets provoqués par l'accident sur celle-ci. Ensuite, les travaux de réparation ont été entrepris par les employés de la compagnie WSW. De nombreuses vérification de sécurité ont été faites, dont une inspection spéciale de l'ensemble de la voie aérienne, y compris ses supports. Des courses d'essais ont été effectuées avec les cinq trains articulés qui ont subi des révisions complètes et partielles depuis l'accident. De nombreux mouvements de manœuvre ont été nécessaires aux deux terminus de la ligne, Vohwinkel et Oberbarmen, pour remettre les trains en ordre de marche.
Les travaux préparatoires à la réparation des parties endommagées de la voie aérienne ont débuté le 31 mai 1999, après que la grue nécessaire au remplacement des parties de la voie aérienne a été installée sur le site d'ELBA quelques jours plus tôt. Les travaux de réparation proprement dits, impliquant le remplacement d'environ 5 m de support de rail, rail de roulement et rail de courant, ont débuté le 2 juin 1999 à midi. Après de tels travaux, faire des courses d'essai est désormais une pratique courante, même si cela n'est toujours pas exigé par la loi. Le Schwebebahn a été rouvert au public le 8 juin 1999, environ huit semaines après l'accident . Après examen, la rame endommagée dans l'accident a été mise au rebut et n'a pas été remplacée.

## Mémoriaux publics

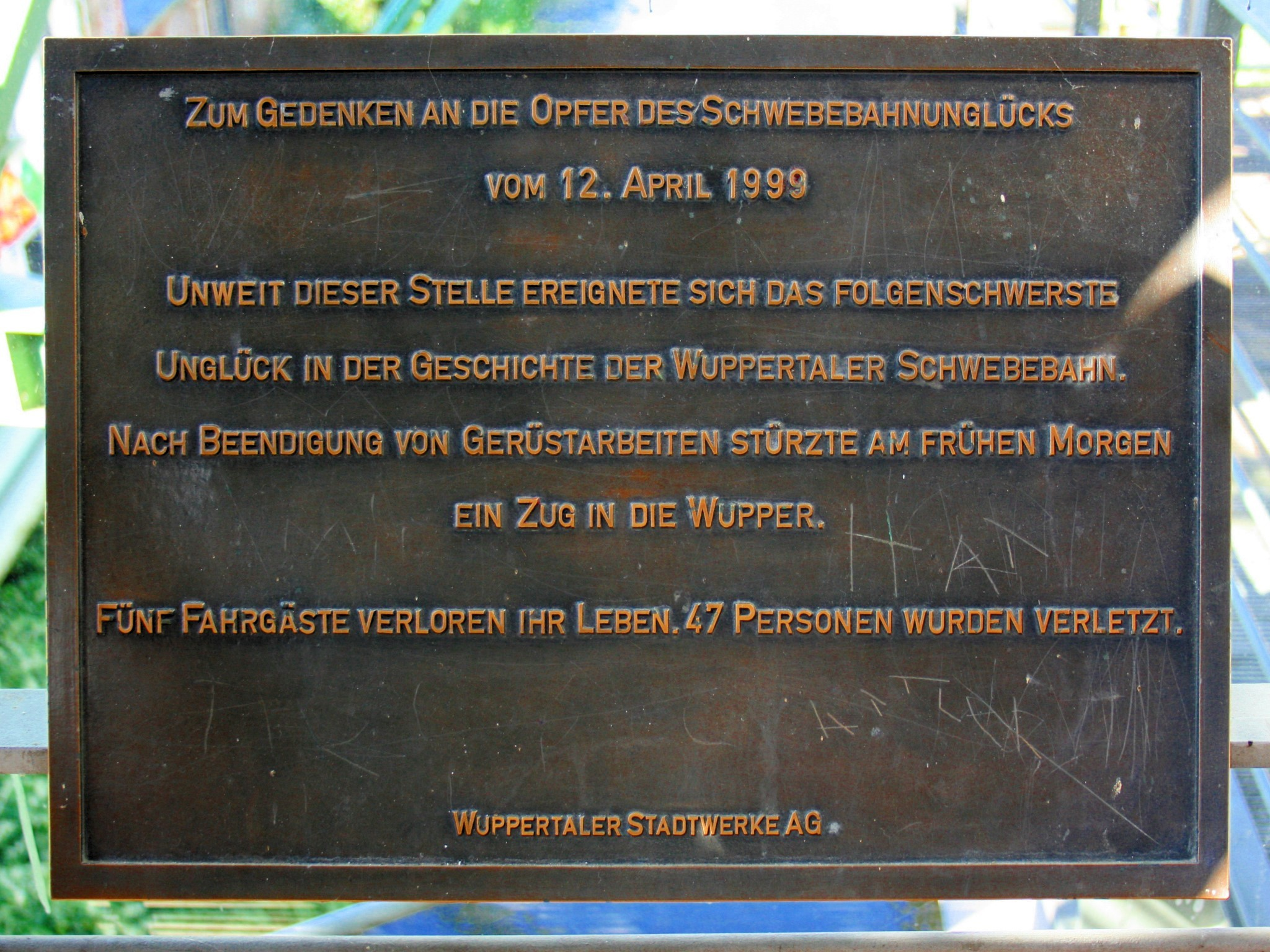
Plaque commémorative à la station Robert-Daum-Platz.

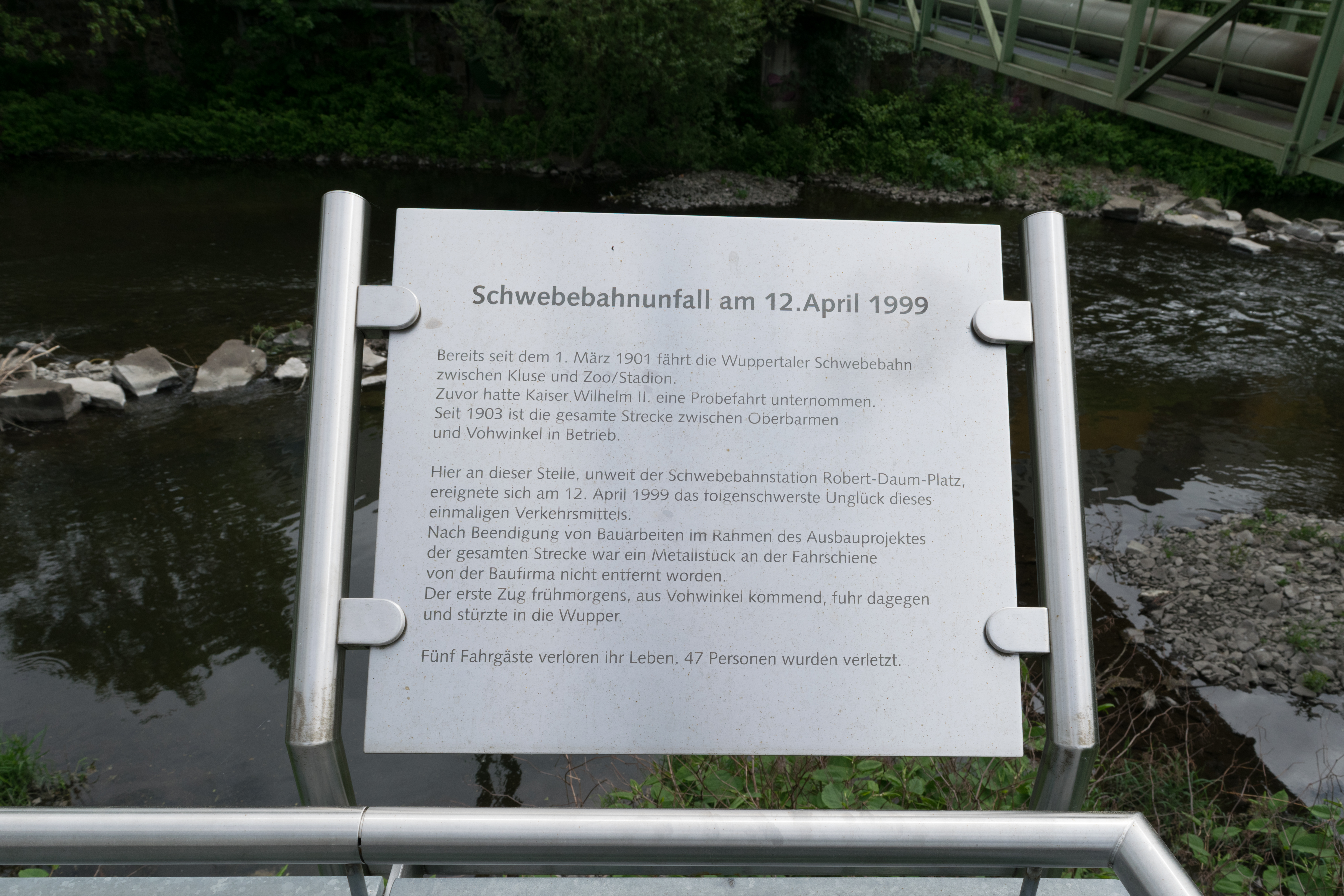
Plaque commémorative sur le lieu de l'accident.

Le 12 avril 2000, à l'occasion du premier anniversaire de l'accident, une plaque commémorative à la station Robert-Daum-Platz a été dévoilée par le maire (Oberbürgermeister) de Wuppertal, Hans Kremendahl, et le président du conseil d'administration de la WSW, Rolf Krumsiek. Le 18 avril 2009, quelques jours après le dixième anniversaire de l'accident, une autre plaque commémorative a été posée à un endroit beaucoup plus proche du site de l'accident. Celle-ci se trouve sur la rive nord de la Wupper, à quelques mètres du pont sur lequel le train est tombé (et qui a été réparé depuis).

### Décisions de justice
- (de) Landgericht Wuppertal, Az.: 21 KLs 411 Js 533/99 - 2/00
- (de) Cour fédérale, 4 StR 417/01, 31 janvier 2002 (lire en ligne)